# کارن یوزباشیان
کارن نیکیتی یوزباشیان (ارمنی: Կարեն Նիկիտի Յուզբաշյան؛ ۶ ژانویهٔ ۱۹۲۷ – ۵ مارس ۲۰۰۹) یک در تاریخ‌نگار و خاورشناس اهل ارمنستان در زمینه‌های مطالعات ارمنی، en:Byzantine studies، و شرق‌شناسی بود.

## زندگی‌نامه
وی در ۶ ژانویهٔ ۱۹۲۷ در تفلیس به دنیا آمد و از دانشگاه دولتی ایروان فارغ‌التحصیل گشت. وی در فرهنگستان ملی علوم ارمنستان، آکادمی علوم روسیه و دانشگاه دولتی سن پترزبورگ فعالیت می‌کرد. وی در ۵ مارس ۲۰۰۹ در سن ۸۲ سالگی در سن پترزبورگ درگذشت و در آرامستان ارمنیان سن پترزبورگ به خاک سپرده شد.